# Сант'Ана дел Фраске (Кунео)
Сант'Ана дел Фраске је насеље у Италији у округу Кунео, региону Пијемонт.
Према процени из 2011. у насељу је живело 25 становника. Насеље се налази на надморској висини од 422 м.